# 42e division d'infanterie (États-Unis)
Pour les articles homonymes, voir 42e division.
La 42e division d'infanterie des États-Unis est une division de l'Army National Guard créée en 1917. Cette unité est engagée lors de la Première Guerre mondiale, de la Seconde Guerre mondiale et lors de la guerre contre le terrorisme. La division a son quartier-général à Troy dans l'État de New York.
Cette division est une unité de la Garde nationale de l'armée de l'État de New York. Elle comprend actuellement des unités de la Garde nationale des armées de quatorze états différents dont le Connecticut, le Maine, le Maryland, le Massachusetts, le New Hampshire, le New Jersey, de New York, de Rhode Island et du Vermont.

## Chefs de corps
- 5 septembre - 19 décembre 1917 : major général Mann (en)
- 19 décembre 1917 - 7 novembre 1918 : brigadier général Menoher (en)
- 7 - 10 novembre 1918 : major général Rhodes (en)
- 10 - 22 novembre 1918 : brigadier général MacArthur
- 22 novembre 1918 - 10 avril 1919 : major général Flagler (en)
- 10 avril - 9 mai 1919 : major général Read (en)
- 1943 - 1945 : major général Collins
- 1963 - 1973 : major général Foery (en)
- 2004 - 2006 : major général Taluto (en)

## Origine
La 42e division d'infanterie est connue sous le nom « division Rainbow » (division arc-en-ciel). En 1917, lorsque les États-Unis déclarent la guerre à l'Allemagne, les divisions de la Garde nationale sont regroupées afin de former rapidement une armée. Le major Douglas MacArthur suggère à William A. Mann (en), le chef du Bureau de la milice, de former une autre division à partir des unités non endivisionnées de plusieurs États. Le secrétaire à la Guerre Newton D. Baker approuve la proposition, il appelle Douglas MacArthur en disant qu'une telle unité serait comme « étendre sur l'ensemble du pays un arc-en-ciel. » La division est alors créée grâce à des unités provenant de 26 états et du district de Columbia, MacArthur est promu colonel et nommé chef d'état-major de la division.

## Insigne
La 42e division d'infanterie a adopté un insigne d'épaule lié au surnom "arc-en-ciel". La version originale de cet insigne est un demi-arc de cercle contenant des bandes minces en plusieurs couleurs. À la fin de la Première Guerre mondiale et durant l'occupation de l'Allemagne, les soldats de la division modifient l'insigne en le réduisant à un quart de cercle. La suppression de la moitié de l'insigne veut rappeler que la moitié des soldats de la division a été tuée ou blessée au cours du conflit. Le nombre de couleurs a été réduit à du rouge, de l'or et du bleu bordé de vert, afin de standardiser et faciliter la production de l'insigne.

## Historique

### Première Guerre mondiale

#### Composition
- 83e brigade d'infanterie :

69e régiment d'infanterie de l'état de New York (en)
166e régiment d'infanterie
- 84e brigade d'infanterie

167e régiment d'infanterie
168e régiment d'infanterie (en)

#### Évènements

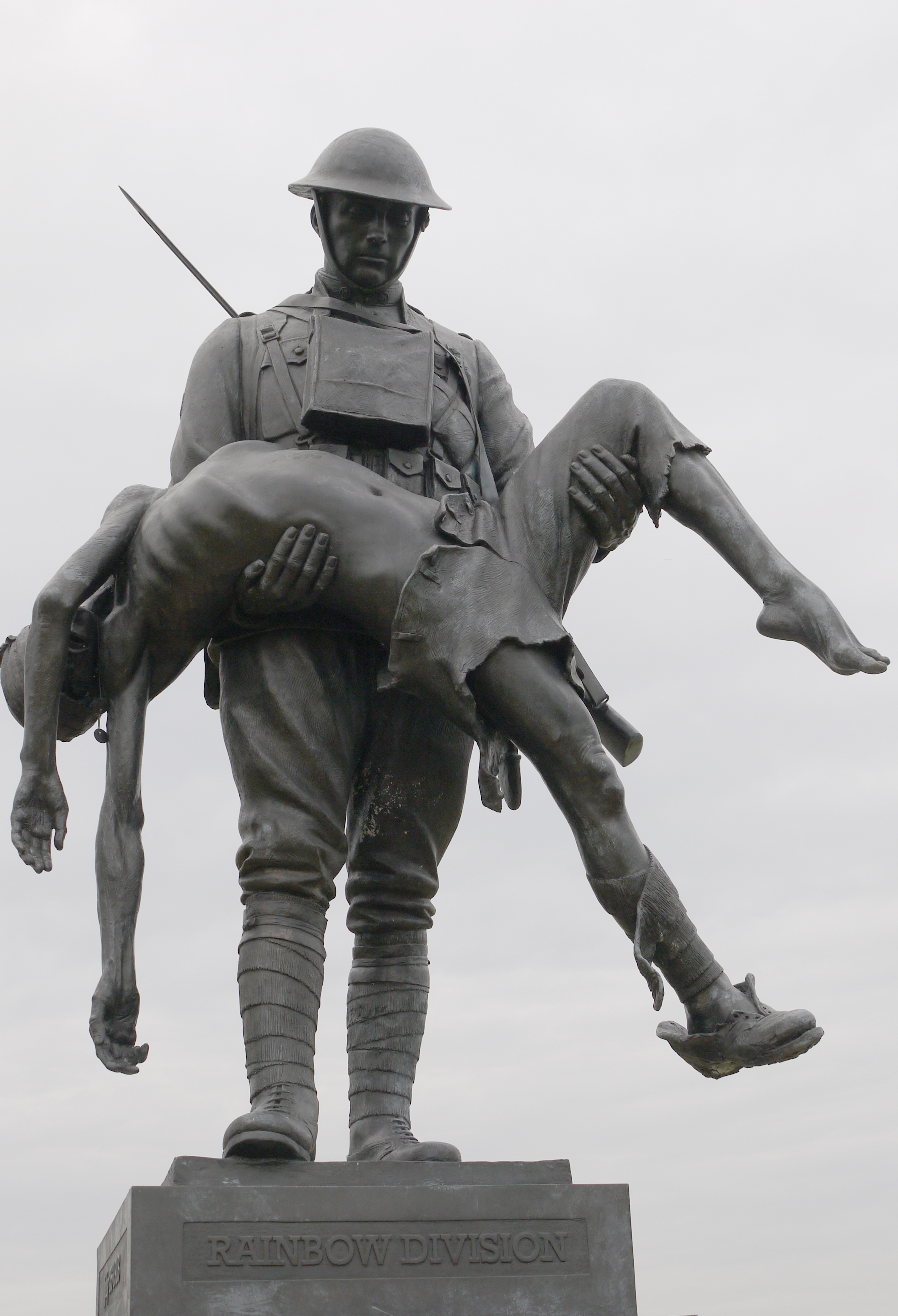
Mémorial de la division Arc-en-Ciel à Fère-en-Tardenois.

La 42e division d'infanterie, formée en août 1917, est formée de soldats issus de 26 états des États-Unis et du district de Columbia. Elle arrive en France durant le mois de novembre 1917 et prend part aux derniers jours de la bataille de l'Aisne, à la seconde bataille de la Marne, à la bataille de Saint-Mihiel et à l'offensive Meuse-Argonne.
Au cours de ces différentes opérations durant ces 264 jours de combats, la division déplore la perte de 14 683 hommes, dont 2 058 tués et 12 625 blessés.
Le 23 février 1918, les premiers soldats américains, ceux de la 42ème Division, viennent combattre sur le territoire de Badonviller (Meurthe-et-Moselle). Entrant dans le village, ils se rendent directement aux tranchées. La population présente est frappée et réconfortée par le calme admirable de ces nouveaux alliés qui, dès le 5 mars, montrent leur bravoure en repoussant victorieusement un fort coup-de-main ennemi. C'est ce jour-là que, sur le territoire de Badonviller, est tué le premier officier américain, un Capitaine, avec 18 de ses soldats.
Le lendemain, 6 mars 1918, le Général Pershing vient féliciter à Badonviller ses vaillantes troupes. Les drapeaux des nations alliés flottaient à l'Hôtel-de-ville depuis l'arrivée des frères d'armes américains.
Le 28 juillet 1918 elle traverse l’Ourcq. La bataille sur la rive est de la rivière va durer 4 jours. La division arc-en-ciel perd 184 officiers et 5 469 hommes, morts ou blessés, mais elle réussit à repousser l’ennemi sur près de 20 km.
En octobre 1918, elle participe à la bataille de Saint-Mihiel.

### Seconde Guerre mondiale
La division est recréée 14 juillet 1943. Elle arrive en France en 1944. Elle combat à Strasbourg le 24 décembre 1944. En janvier 1945, elle se situe dans le sud de Strasbourg vers le Rhin. Le 14 février 1945, vers Haguenau. Le 31 mars 1945, elle capture Wertheim. Le 1er avril 1945, elle est à Wurtzbourg. En avril 1945, à Schweinfurt. Le 25 avril, à Donauwörth. Le 29 avril 1945, la division libère 30 000 détenus du camp de concentration de Dachau. Le 30 avril 1945, la division est à Salzbourg en Autriche. Durant la guerre, la division perd 553 soldats et 2 212 blessés.